# Trusty Gina
Trusty Gina é uma política do Essuatíni. Ela foi Vice-Presidente da Câmara da Assembleia da Suazilândia de 2003-2008 e Presidente interina de 11 de março a 11 de maio de 2004 e novamente de 26 de outubro a 3 de novembro de 2006.